# Raión de Ivanivka (Jersón)
Ivánivka (en ucraniano: Іва́нівський райо́н) es un raión o distrito de Ucrania en el óblast de Jersón. 
Comprende una superficie de 1100 km².
La capital es la ciudad de Ivánivka.

## Demografía
Según estimación 2010 contaba con una población total de 15100 habitantes.

## Otros datos
El código KOATUU es 6522900000. El código postal 75400 y el prefijo telefónico +380 5531.